# El rapto de las sabinas (película de 1962)
El rapto de las sabinas es una película de drama, acción y aventura mexicana de 1962, escrita y dirigida por Alberto Gout, y protagonizada por Teresa Velázquez, Lorena Velázquez, Wolf Ruvinskis y Alex Johnson. Se trata del mito de la fundación romana y el rapto de las sabinas por parte de los romanos poco después de la fundación de la ciudad de Roma (probablemente en el 750 a. C.).

## Argumento
El ambicioso y celoso Remo es atravesado por la espada de su hermano gemelo Rómulo cuando ambos se disputan la dirección de la empresa, la ciudad de Roma. Al advertir los romanos que no tienen mujeres, Rómulo ordena a su lugarteniente Hostes que las consiga en los pueblos vecinos. Hostes fracasa en su viaje, por lo que los romanos deciden organizar una gran fiesta, e invitar a ella a las hermosas Sabinas y raptarlas. Las Sabinas acuden con sus hombres a la fiesta. al final de ella, los romanos provocan gran batalla para vencer a los Sabinos y quedarse con sus mujeres.

## Reparto
- Teresa Velázquez como Rea Silvia.
- Lorena Velázquez como Hersilia.
- Wolf Ruvinskis como Rómulo.
- Alex Johnson como Hostes.
- Luis Induni como Tito Tacio.
- Leandro Vizcaíno como Horacio.
- Juanita Crespi como Egea.
- Carolina Jiménez como Mujer rebelde
- J. Olivier como Hombre rudo
- Juan Monfort como Acron
- Victor Ruiz como Remo
- Víctor Vyo
- Antonia Palmer
- Julio Albadalejo
- Clotilde Gijón
- Marín Rodríguez
- Salvador Torruella
- Ángel Lombarte